# وست رانتون
وست رانتون (به انگلیسی: West Runton) یک روستا در بریتانیا است که در Runton واقع شده‌است. وست رانتون ۱٬۶۳۳ نفر جمعیت دارد.